# Донахи, Мэл
Мэ́лахи Ма́ртин До́нахи (англ. Malachy Martin Donaghy; родился 13 сентября 1957 года в Белфасте, Северная Ирландия), более известный как Мэл До́нахи (англ. Mal Donaghy) — североирландский футболист, защитник. На конец 2015 года занимает 4-е место по количеству игр за сборную Северной Ирландии (91).

## Клубная карьера
Донахи начал свою футбольную карьеру в малоизвестном «Довн энд Коннор» в качестве вратаря, только потом став полевым игроком команды Почтового отделения соцслужбы. Через полгода он присоединяется к команде любительской лиги «Кромак Альбион», где его талант нашёл босс «Ларна» Брайан Холлидэй. Но Кромак сыграл за «Ларн» лишь двадцать матчей и уже в июне 1978 за 20 000 £ переходит в английский «Лутон Таун». То время — самое успешное для «Лутона» до сих пор. «Лутон» выходит в Премьер Лигу впервые в 1982 году. Донахи помогает «Лутону» сохранить прописку в высшем английском дивизионе, а затем в 1986-87 занимает с «Лутоном» 7-е место, а в следующем году завоевывает единственный для «Лутона» трофей — Кубок Лиги, в финальном матче был обыгран «Арсенал» 3:2.
В 1988 году Донахи за 650 000 £ переходит в клуб, за который он болеет с детства, «Манчестер Юнайтед». Это был большой риск для Алекса Фергюсона, выплатить такую сумму за 31-летнего игрока. Вначале Донахи играл левого защитника, пропустив за сезон всего одну игру Кубка Лиги. Но следующий сезон 1989-90 Донахи часто даже не попадал на скамейку запасных, пропустив даже Финал Кубка Англии, однако находился в запасе в финале Кубка Кубков, выигранного МЮ, а в середине сезона играл за «Лутон» на правах аренды. В сезоне 1991-92 «Юнайтед» выиграл ещё один кубок Лиги, но в августе 1992 Донахи переезжает в Лондон, выступать за «Челси», который заплатил 100 000 £ за 35-летнего игрока. Донахи помог дойти «Челси» до финала Кубка Англии 1993-94, но в самом финале участия не принимал.
После окончания сезона Донахи объявил об уходе из футбола, сыграв прощальный матч со сборной Ирландии в июне 1994 года, за 3 месяца до его 37-летия.

## Достижения
Командные
 «Лутон Таун»
- Обладатель Кубка Футбольной лиги (1): 1988
- Итого: 1 трофей

 «Манчестер Юнайтед»
- Обладатель Кубка обладателей кубков УЕФА (1): 1991
- Итого: 1 трофей